# Dichaetomyia contraria
Dichaetomyia contraria este o specie de muște din genul Dichaetomyia, familia Muscidae. A fost descrisă pentru prima dată de Walker în anul 1859. Conform Catalogue of Life specia Dichaetomyia contraria nu are subspecii cunoscute.